# Benjamin Bove
Pour les articles homonymes, voir Bove.
Benjamin Bove, né le 17 octobre 1981 à Vernon (Eure), est un acteur et présentateur de télévision français.

## Biographie
Désirant devenir danseur professionnel, Benjamin Bove va à Paris pour prendre des cours de danse. Entre 1995 et 2003, il est mannequin. 
Parti vivre aux États-Unis, il revient en France en 2004 pour passer une audition qui lui permet d'être sélectionné comme « expert » homosexuel de l'émission Queer, cinq experts dans le vent sur TF1. 
En 2005, il participe à la saison 2 du concours de danse  Celebrity Dancing sur TF1 et termine deuxième derrière Marlène Mourreau. 
En 2006, il est participant à l'émission de télé-réalité Je suis une célébrité, sortez-moi de là ! sur TF1, jouant en faveur de l'association Robert Debré. Il termine sixième de la compétition, sur les 12 candidats.
En 2007, il participe à l'émission de télévision 1 contre 100 sur la même chaîne, défendant une association[Laquelle ?]. La même année, il est comédien dans la pièce de théâtre Les Homos préfèrent les blondes au théâtre du Temple à Paris.
Il est barman au Voulez-Vous dans le quartier du Marais à Paris en 2008.
En 2014, il joue le rôle d'un coiffeur dans un épisode de la série Les Mystères de l'amour diffusée 
sur TMC.
En 2025, il revient dans le paysage médiatique en participant à la saison 4 des Cinquante sur W9.